# Baibai
Baibai is een van de twee talen van de taalfamilie Fas. De taal wordt gesproken door ongeveer 340 mensen in Papoea-Nieuw-Guinea.